# Pierre Baltensperger
Pierre Baltensperger (* 13. April 1927 in Rüschlikon; † 1. Mai 1999 in Erlenbach) war ein Schweizer Goldschmied, Kunsthandwerker, Maler, Zeichner, Grafiker und Galerist. Sein Werk umfasst Malerei, Aquarelle, Grafik, Linolschnitte, Lithografien und Zeichnungen.

## Leben und Werk
Pierre Baltensperger war ein Sohn des Silberschmieds Ernst Baltensperger (1880–1946) und der Marie Thérèse, geborene Guilland.
Baltensperger absolvierte von 1943 bis 1947 eine Lehre zum Ziseleur und Goldschmied. Anschliessend bildete er sich in Paris an der École nationale supérieure des beaux-arts, an der Académie de la Grande Chaumière sowie im Atelier von André Lhote weiter. Studienreisen führten ihn nach Schweden, Spanien, in die USA, nach Marokko und Ceylon.
Als Goldschmied war Pierre Baltensperger von 1949 bis 1985 tätig; davon ab 1950 als Firmeninhaber des familieneigenen Juweliergeschäftes Baltensperger. Anschliessend führte sein Sohn Stefan Baltensberger das Geschäft bis zur Schliessung im Jahr 1992 weiter.
Pierre Baltensperger war Mitglied der Sektion Zürich der GSMBA. Seine in den 1960er-Jahren entstandenen Werke waren geprägt von beinahe pointillistischen Elementen. In seiner späteren Werkphase widmete er sich dem Stillleben. Danach malte er bevorzugt Landschaftsbilder. Paul Nizon prägte den Begriff «Zürcher Schule der kleinen Wahnwelt», zu der Baltensperger, Friedrich Kuhn, Alex Sadkowsky, Varlin, Muz Zeier und Fred Engelbert Knecht gehörten. 
Baltensperger Spätwerk knüpft inhaltlich und technisch an frühere Phasen an, entwickeln das ehemalige Formenvokabular jedoch im Sinne einer Sublimierung weiter. In den 1990er-Jahren geriet Baltensberger infolge einer Lähmung der rechten Hand in eine Schaffenskrise. 1997 erfolgte ein künstlerischer Neubeginn.